# Тошлем
 Тошлем  — деревня в Советском районе Республики Марий Эл. Входит в состав Кужмаринского сельского поселения.

## География
Находится в центральной части республики Марий Эл на расстоянии приблизительно 17 км по прямой на запад-северо-запад от районного центра посёлка Советский.

## История
Основана в 1920 году переселенцами из деревни Шуармучаш. В советское время работали колхозы «2-я пятилетка», имени Молотова и «Большевик». В 1974 году было 22 двора, 124 жителя. В 1960-е годы деревня была отнесена к разряду неперспективных и жители начали переселяться на центральную усадьбу.

## Население
Население составляло 21 человек (мари 81 %) в 2002 году, 9 в 2010.